# Dub u Malonic
Dub u Malonic je památný strom u vsi Malonice. Zdravý dub různolistý (Quercus x heterophylla) roste u Ostrovského rybníčku východně od vsi. Jeho stáři je odhadováno na 250 let, obvod jeho kmene je 486 cm, výška stromu je 24 m (měření 2012). Chráněn je od roku 2001 pro svůj vzrůst, věk a jako krajinná dominanta.

## Stromy v okolí
- Buk v Jindřichovickém zámeckém parku
- Javor stříbrný v Jindřichovickém zámeckém parku
- Jindřichovická lípa v zámeckém parku
- Lípa na návsi v Malonicích
- Lípa velkolistá v Jindřichovickém zámeckém parku
- Malonická lípa
- Tajanovská borovice
- Velhartické lípy
- Nemilkovský dub
- Chrástovský dub
- Dub u Dvora
- Skupina javorů klenů v Jindřichovickém zámeckém parku

## Galerie

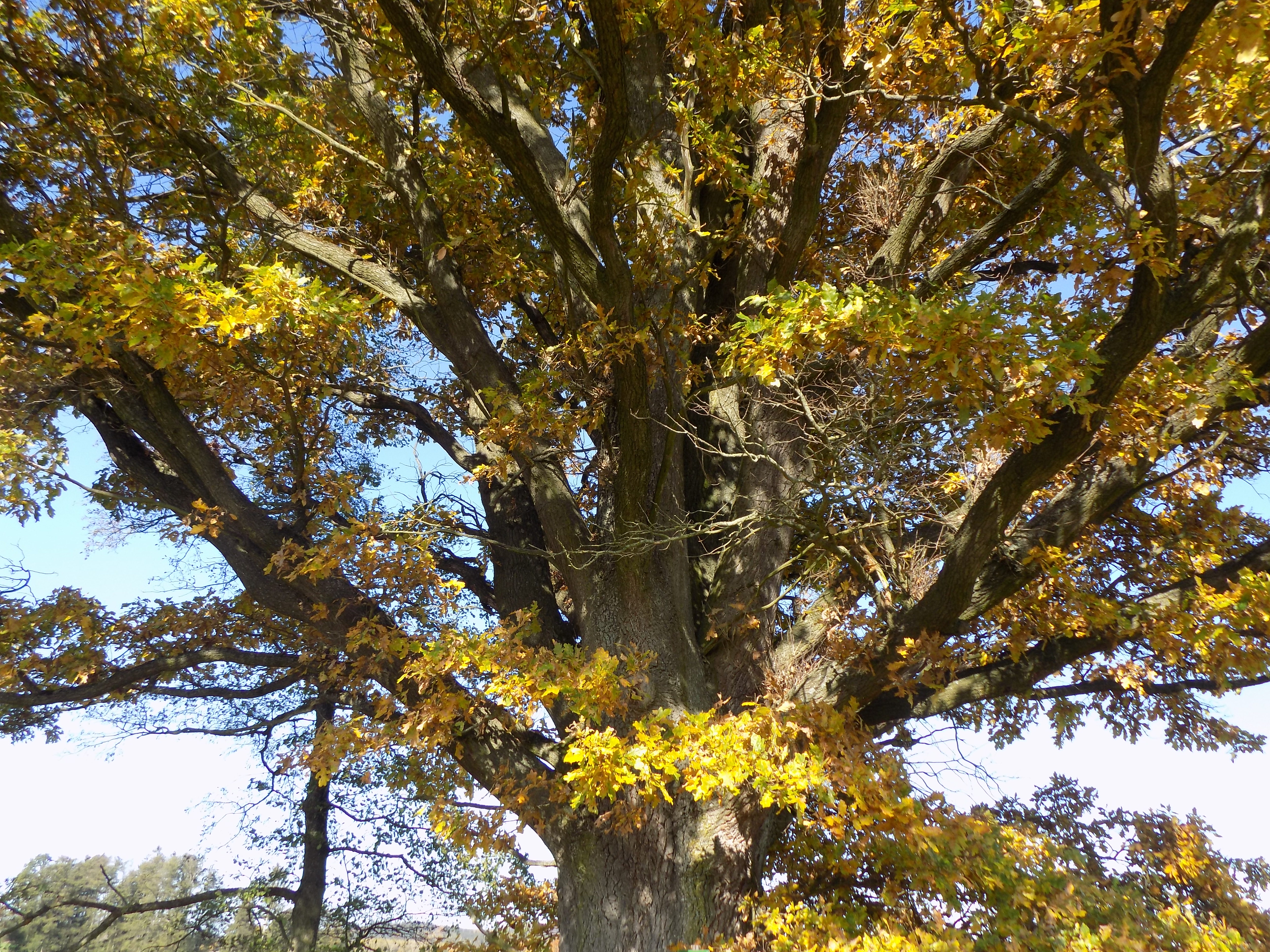
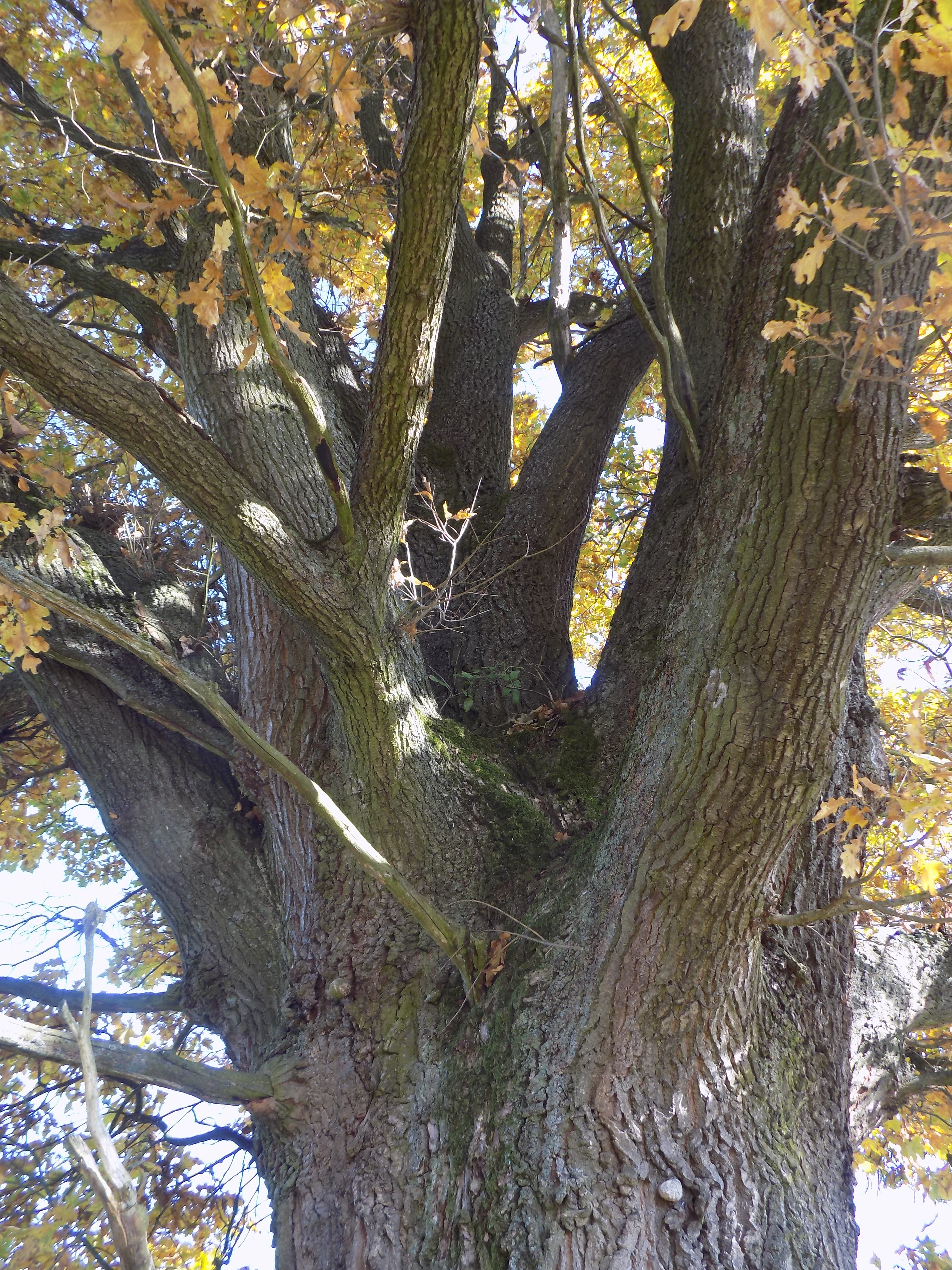
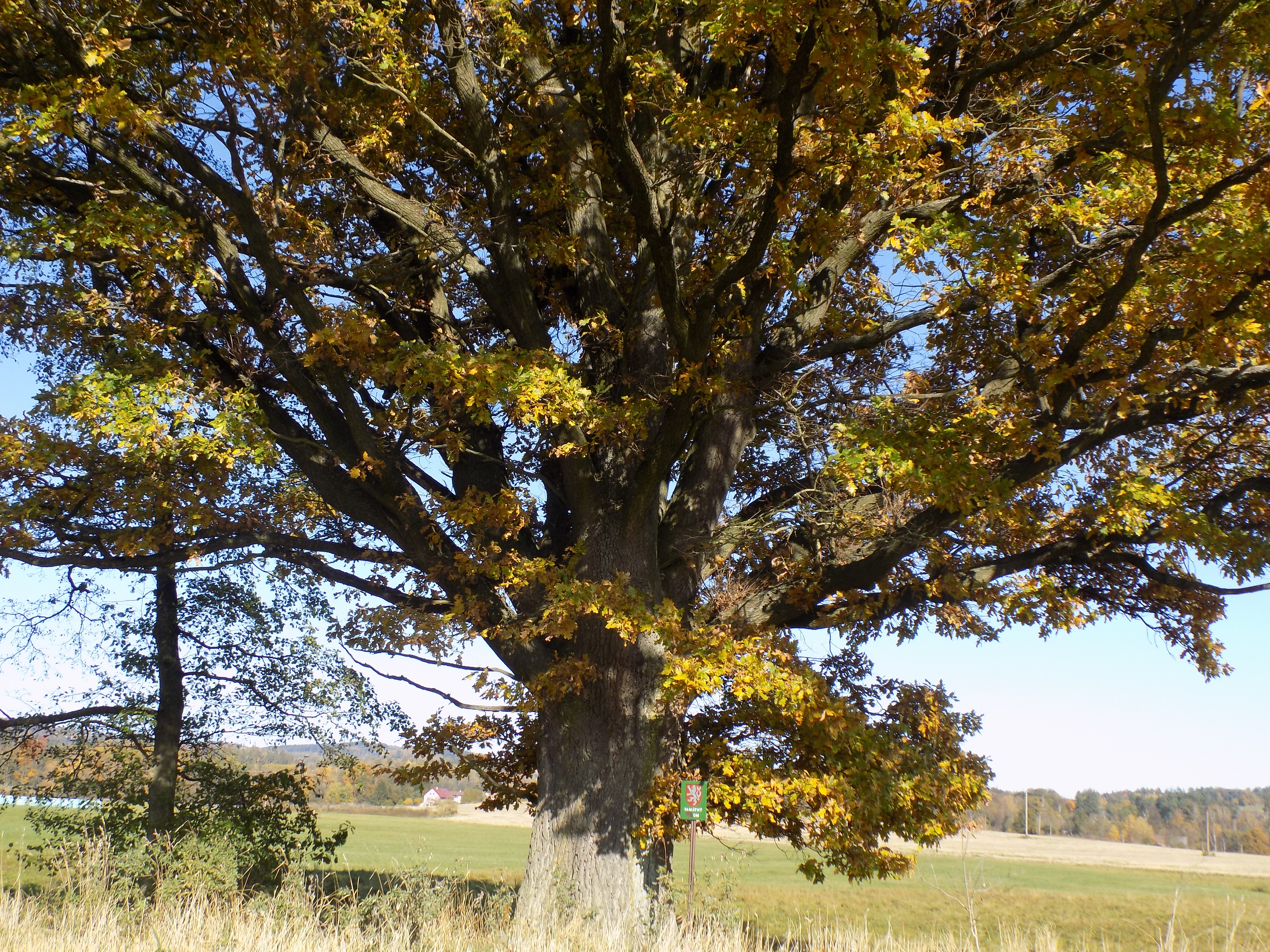
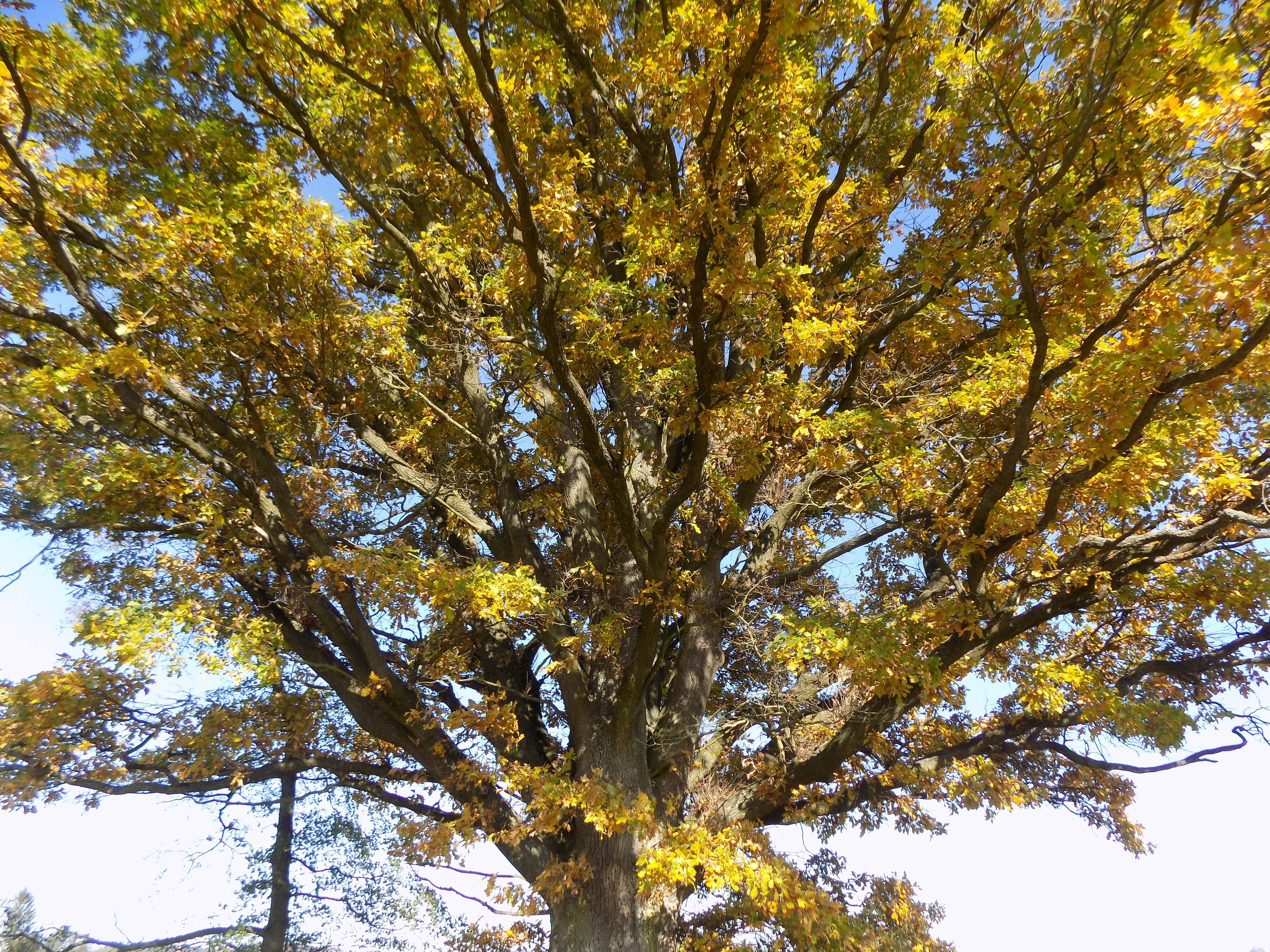